# Buduslău
Buduslău é uma comuna romena localizada no distrito de Bihor, na região histórica da Crișana (parte da Transilvânia). A comuna possui uma área de 43.82 km² e sua população era de 1937 habitantes segundo o censo de 2007.